# (10739) Lowman
(10739) Lowman est un astéroïde de la ceinture principale.

## Description
(10739) Lowman est un astéroïde de la ceinture principale. Il fut découvert le 12 mai 1988 à l'Observatoire Palomar par Carolyn S. Shoemaker et Eugene M. Shoemaker. Il présente une orbite caractérisée par un demi-grand axe de 3,16 UA, une excentricité de 0,39 et une inclinaison de 20,0° par rapport à l'écliptique.

## Compléments